# David Elsendoorn
David Elsendoorn (Utrecht, 27 november 1994) is een Nederlands acteur.
Elsendoorn groeide op in Zuidhorn en verhuisde op zijn vijftiende naar Groningen. Daar ging hij de theatervooropleiding bij De Noordelingen doen en speelde ook in theaterproducties. Op zijn zeventiende ging Elsendoorn naar Amsterdam waar hij in 2018 afstudeerde aan de Amsterdamse Toneelschool&Kleinkunstacademie. Hij had in die periode kleine rollen in onder meer de film De wederopstanding van een klootzak en de jeugdserie SpangaS. In 2018 vertolkte hij een hoofdrol in de Telefilm Gelukzoekers die zich afspeelt tegen de achtergrond van de aardbevingen in Groningen. Elsendoorn had in 2019 een grote bijrol in de televisieserie Ik weet wie je bent en had tevens een grote bijrol in de serie Vliegende Hollanders en een bijrol in Meisje van plezier. Vanaf het tweede seizoen, uitgezonden in 2021, vertolkt Elsendoorn een bijrol als de Nederlandse voetballer 'Jan Maas' in de Amerikaanse serie Ted Lasso.